# Bilan saison par saison de Neuchâtel Xamax FCS
Cet article détaille le bilan saison par saison de Neuchâtel Xamax FCS, de Neuchâtel Xamax, des clubs qui ont fusionné FC Xamax et FC Cantonal Neuchâtel et du FC Neuchâtel.
Neuchâtel Xamax FCS, depuis 2013, est créé en 1912, sous le nom de FC Xamax. Le club fusionne ensuite avec le FC Cantonal Neuchâtel, donnant naissance à Neuchâtel Xamax, qui en 2012 fait faillite.
Les tableaux suivants regroupent les statistiques du club dans les différents championnats et coupes nationales et internationales. Le club a remporté trois fois la Super League et la Supercoupe de Suisse et deux fois la Coupe Intertoto et la Coupe Horlogère.

## FC Neuchâtel
| Saison    | Championnat       | Championnat | Championnat | Championnat | Championnat | Championnat | Championnat | Championnat | Championnat | Championnat | Coupes nationales | Coupes nationales | Coupes d'Europe / Autres coupes | Coupes d'Europe / Autres coupes | Tournois amicaux | Tournois amicaux | Meilleur(s) buteur(s) | Meilleur(s) buteur(s) | Entraîneur(s) | Entraîneur(s) | Affluence moyenne |
| Saison    | Division          | Pos         | Pts         | J           | V           | N           | D           | BP          | BC          | Diff        | Coupe de Suisse   | Autres coupes     | Compétition                     | Résultat                        | Compétition      | Résultat         | Nom(s)                | But(s)                | Nom(s)        | Période       | Affluence moyenne |
| --------- | ----------------- | ----------- | ----------- | ----------- | ----------- | ----------- | ----------- | ----------- | ----------- | ----------- | ----------------- | ----------------- | ------------------------------- | ------------------------------- | ---------------- | ---------------- | --------------------- | --------------------- | ------------- | ------------- | ----------------- |
| 1898-1899 | Série A : Ouest   | 4e          | 0           | 1           | 0           | 0           | 1           | 0           | 2           | -2          | –                 | –                 | –                               | –                               | –                | –                |                       |                       |               |               |                   |
| 1899-1900 | Série A : Ouest   | 3e          | 0           | 2           | 0           | 0           | 2           | 2           | 5           | -3          | –                 | –                 | –                               | –                               | –                | –                |                       |                       |               |               |                   |
| 1900-1901 | Série A : Ouest   | 6e          | 4           | 6           | 2           | 0           | 4           | 7           | 13          | -6          | –                 | –                 | –                               | –                               | –                | –                |                       |                       |               |               |                   |
| 1901-1902 | Série A : Ouest   | 6e          | 5           | 6           | 2           | 1           | 3           | 9           | 16          | -7          | –                 | –                 | –                               | –                               | –                | –                |                       |                       |               |               |                   |
| 1902-1903 | Série A : Ouest   | 1er         | 10          | 6           | 4           | 2           | 0           | 17          | 8           | +9          | –                 | –                 | –                               | –                               | –                | –                |                       |                       |               |               |                   |
| 1902-1903 | Série A : Finales | 2e          | 0           | 1           | 0           | 0           | 1           | 0           | 5           | -5          | –                 | –                 | –                               | –                               | –                | –                |                       |                       |               |               |                   |
| 1903-1904 | Série A : Ouest   | 5e          | 4           | 6           | 2           | 0           | 4           | 6           | 23          | -17         | –                 | –                 | –                               | –                               | –                | –                |                       |                       |               |               |                   |
| 1904-1905 | Série A : Ouest   | 6e          | 4           | 8           | 2           | 0           | 6           | 12          | 18          | -6          | –                 | –                 | –                               | –                               | –                | –                |                       |                       |               |               |                   |
| 1905-1906 | –                 | –           | –           | –           | –           | –           | –           | –           | –           | –           | –                 | –                 | –                               | –                               | –                | –                | –                     | –                     | –             | –             | –                 |

## FC Cantonal Neuchâtel
| Saison    | Championnat                       | Championnat                                          | Championnat                                          | Championnat                                          | Championnat                                          | Championnat                                          | Championnat                                          | Championnat                                          | Championnat                                          | Championnat                                          | Coupes nationales          | Coupes nationales                   | Coupes d'Europe / Autres coupes | Coupes d'Europe / Autres coupes | Tournois amicaux                          | Tournois amicaux | Meilleur(s) buteur(s) | Meilleur(s) buteur(s) | Entraîneur(s)                   | Entraîneur(s)                               | Affluence moyenne |
| Saison    | Division                          | Pos                                                  | Pts                                                  | J                                                    | V                                                    | N                                                    | D                                                    | BP                                                   | BC                                                   | Diff                                                 | Coupe de Suisse            | Autres coupes                       | Compétition                     | Résultat                        | Compétition                               | Résultat         | Nom(s)                | But(s)                | Nom(s)                          | Période                                     | Affluence moyenne |
| --------- | --------------------------------- | ---------------------------------------------------- | ---------------------------------------------------- | ---------------------------------------------------- | ---------------------------------------------------- | ---------------------------------------------------- | ---------------------------------------------------- | ---------------------------------------------------- | ---------------------------------------------------- | ---------------------------------------------------- | -------------------------- | ----------------------------------- | ------------------------------- | ------------------------------- | ----------------------------------------- | ---------------- | --------------------- | --------------------- | ------------------------------- | ------------------------------------------- | ----------------- |
| 1906-1907 | Série A : Ouest                   | 4e                                                   | 11                                                   | 8                                                    | 5                                                    | 1                                                    | 2                                                    | 16                                                   | 8                                                    | +8                                                   | –                          | –                                   | –                               | –                               | –                                         | –                |                       |                       |                                 |                                             |                   |
| 1907-1908 | Série A : Ouest                   | 5e                                                   | 11                                                   | 12                                                   | 5                                                    | 1                                                    | 6                                                    | 30                                                   | 27                                                   | +3                                                   | –                          | –                                   | –                               | –                               | –                                         | –                |                       |                       |                                 |                                             |                   |
| 1908-1909 | Série A : Ouest                   | 4e                                                   | 14                                                   | 12                                                   | 7                                                    | 0                                                    | 5                                                    | 35                                                   | 22                                                   | +13                                                  | –                          | –                                   | –                               | –                               | –                                         | –                |                       |                       |                                 |                                             |                   |
| 1909-1910 | Série A : Ouest                   | 8e                                                   | 7                                                    | 10                                                   | 3                                                    | 1                                                    | 6                                                    | 23                                                   | 30                                                   | -7                                                   | –                          | –                                   | –                               | –                               | –                                         | –                |                       |                       |                                 |                                             |                   |
| 1910-1911 | Série A : Ouest                   | 4e                                                   | 19                                                   | 12                                                   | 8                                                    | 3                                                    | 1                                                    | 54                                                   | 26                                                   | +28                                                  | –                          | –                                   | –                               | –                               | –                                         | –                |                       |                       |                                 |                                             |                   |
| 1910-1911 | Barrage de 1re place              | Cantonal Neuchâtel 1-11 Genève Servette              | Cantonal Neuchâtel 1-11 Genève Servette              | Cantonal Neuchâtel 1-11 Genève Servette              | Cantonal Neuchâtel 1-11 Genève Servette              | Cantonal Neuchâtel 1-11 Genève Servette              | Cantonal Neuchâtel 1-11 Genève Servette              | Cantonal Neuchâtel 1-11 Genève Servette              | Cantonal Neuchâtel 1-11 Genève Servette              | Cantonal Neuchâtel 1-11 Genève Servette              | –                          | –                                   | –                               | –                               | –                                         | –                |                       |                       |                                 |                                             |                   |
| 1911-1912 | Série A : Ouest                   | 4e                                                   | 18                                                   | 12                                                   | 8                                                    | 2                                                    | 2                                                    | 34                                                   | 13                                                   | +21                                                  | –                          | –                                   | –                               | –                               | –                                         | –                |                       |                       |                                 |                                             |                   |
| 1912-1913 | Série A : Ouest                   | 6e                                                   | 12                                                   | 12                                                   | 5                                                    | 2                                                    | 5                                                    | 31                                                   | 23                                                   | +8                                                   | –                          | –                                   | –                               | –                               | –                                         | –                |                       |                       |                                 |                                             |                   |
| 1913-1914 | Série A : Ouest                   | 1er                                                  | 23                                                   | 12                                                   | 11                                                   | 1                                                    | 0                                                    | 52                                                   | 15                                                   | +37                                                  | –                          | –                                   | –                               | –                               | –                                         | –                |                       |                       |                                 |                                             |                   |
| 1913-1914 | Finales                           | 3e                                                   | 1                                                    | 2                                                    | 0                                                    | 1                                                    | 1                                                    | 4                                                    | 5                                                    | -1                                                   | –                          | –                                   | –                               | –                               | –                                         | –                |                       |                       |                                 |                                             |                   |
| 1914-1915 | Série A : Ouest                   | 6e                                                   | 4                                                    | 6                                                    | 2                                                    | 0                                                    | 4                                                    | 16                                                   | 23                                                   | -7                                                   | –                          | –                                   | –                               | –                               | –                                         | –                |                       |                       |                                 |                                             |                   |
| 1915-1916 | Série A : Ouest                   | 1er                                                  | 17                                                   | 10                                                   | 8                                                    | 1                                                    | 1                                                    | 41                                                   | 21                                                   | +20                                                  | –                          | –                                   | –                               | –                               | –                                         | –                |                       |                       |                                 |                                             |                   |
| 1915-1916 | Finales                           | 1er                                                  | 4                                                    | 2                                                    | 2                                                    | 0                                                    | 0                                                    | 10                                                   | 4                                                    | +6                                                   | –                          | –                                   | –                               | –                               | –                                         | –                |                       |                       |                                 |                                             |                   |
| 1916-1917 | Série A : Ouest                   | 7e                                                   | 11                                                   | 14                                                   | 4                                                    | 3                                                    | 7                                                    | 42                                                   | 44                                                   | -2                                                   | –                          | –                                   | –                               | –                               | –                                         | –                |                       |                       |                                 |                                             |                   |
| 1917-1918 | Série A : Ouest                   | 6e                                                   | 13                                                   | 14                                                   | 6                                                    | 1                                                    | 7                                                    | 35                                                   | 43                                                   | -8                                                   | –                          | –                                   | –                               | –                               | –                                         | –                |                       |                       |                                 |                                             |                   |
| 1918-1919 | Série A : Ouest                   | 7e                                                   | 10                                                   | 12                                                   | 4                                                    | 2                                                    | 6                                                    | 22                                                   | 29                                                   | -7                                                   | –                          | –                                   | –                               | –                               | –                                         | –                |                       |                       |                                 |                                             |                   |
| 1919-1920 | Série A : Ouest                   | 6e                                                   | 13                                                   | 14                                                   | 4                                                    | 5                                                    | 5                                                    | 28                                                   | 35                                                   | -7                                                   | –                          | –                                   | –                               | –                               | –                                         | –                |                       |                       |                                 |                                             |                   |
| 1920-1921 | Série A : Ouest                   | 4e                                                   | 18                                                   | 14                                                   | 8                                                    | 2                                                    | 4                                                    | 29                                                   | 16                                                   | +13                                                  | –                          | –                                   | –                               | –                               | –                                         | –                |                       |                       |                                 |                                             |                   |
| 1921-1922 | Série A : Ouest                   | 7e                                                   | 13                                                   | 14                                                   | 5                                                    | 3                                                    | 6                                                    | 36                                                   | 26                                                   | +10                                                  | –                          | –                                   | –                               | –                               | –                                         | –                |                       |                       |                                 |                                             |                   |
| 1922-1923 | Série A : Ouest                   | 7e                                                   | 11                                                   | 14                                                   | 5                                                    | 1                                                    | 8                                                    | 11                                                   | 35                                                   | -24                                                  | –                          | –                                   | –                               | –                               | –                                         | –                |                       |                       |                                 |                                             |                   |
| 1923-1924 | Série A : Ouest                   | 8e                                                   | 14                                                   | 16                                                   | 7                                                    | 0                                                    | 9                                                    | 22                                                   | 26                                                   | -4                                                   | –                          | –                                   | –                               | –                               | –                                         | –                |                       |                       |                                 |                                             |                   |
| 1924-1925 | Série A : Ouest                   | 9e                                                   | 12                                                   | 16                                                   | 4                                                    | 4                                                    | 8                                                    | 21                                                   | 31                                                   | -10                                                  | –                          | –                                   | –                               | –                               | –                                         | –                |                       |                       |                                 |                                             |                   |
| 1925-1926 | Série A : Ouest                   | 8e                                                   | 14                                                   | 16                                                   | 6                                                    | 2                                                    | 8                                                    | 24                                                   | 30                                                   | -6                                                   | Seizièmes de finale        | –                                   | –                               | –                               | –                                         | –                |                       |                       |                                 |                                             |                   |
| 1926-1927 | Série A : Ouest                   | 8e                                                   | 13                                                   | 16                                                   | 4                                                    | 5                                                    | 7                                                    | 23                                                   | 32                                                   | -9                                                   | Seizièmes de finale        | –                                   | –                               | –                               | –                                         | –                |                       |                       |                                 |                                             |                   |
| 1927-1928 | Série A : Ouest                   | 11e                                                  | 10                                                   | 16                                                   | 3                                                    | 4                                                    | 9                                                    | 14                                                   | 32                                                   | -18                                                  | Premier tour               | –                                   | –                               | –                               | –                                         | –                |                       |                       |                                 |                                             |                   |
| 1927-1928 | Barrage                           | Cantonal Neuchâtel 1-0 / 1-2 / 2-0 FC Forward Morges | Cantonal Neuchâtel 1-0 / 1-2 / 2-0 FC Forward Morges | Cantonal Neuchâtel 1-0 / 1-2 / 2-0 FC Forward Morges | Cantonal Neuchâtel 1-0 / 1-2 / 2-0 FC Forward Morges | Cantonal Neuchâtel 1-0 / 1-2 / 2-0 FC Forward Morges | Cantonal Neuchâtel 1-0 / 1-2 / 2-0 FC Forward Morges | Cantonal Neuchâtel 1-0 / 1-2 / 2-0 FC Forward Morges | Cantonal Neuchâtel 1-0 / 1-2 / 2-0 FC Forward Morges | Cantonal Neuchâtel 1-0 / 1-2 / 2-0 FC Forward Morges | Premier tour               | –                                   | –                               | –                               | –                                         | –                |                       |                       |                                 |                                             |                   |
| 1928-1929 | Série A : Ouest                   | 7e                                                   | 15                                                   | 16                                                   | 6                                                    | 3                                                    | 7                                                    | 23                                                   | 36                                                   | -13                                                  | Quarts de finale           | –                                   | –                               | –                               | –                                         | –                |                       |                       |                                 |                                             |                   |
| 1929-1930 | Série A : Ouest                   | 13e                                                  | 9                                                    | 16                                                   | 2                                                    | 5                                                    | 9                                                    | 18                                                   | 54                                                   | -36                                                  | Tour préliminaire          | –                                   | –                               | –                               | –                                         | –                |                       |                       |                                 |                                             |                   |
| 1930-1931 | 1re Ligue : Ouest                 | 12e                                                  | 12                                                   | 18                                                   | 4                                                    | 4                                                    | 10                                                   | 24                                                   | 43                                                   | -19                                                  | Quarts de finale           | –                                   | –                               | –                               | –                                         | –                |                       |                       |                                 |                                             |                   |
| 1931-1932 | 1re Ligue : Groupe 1              | 6e                                                   | 16                                                   | 16                                                   | 7                                                    | 2                                                    | 7                                                    | 39                                                   | 34                                                   | +5                                                   | Huitièmes de finale        | –                                   | –                               | –                               | –                                         | –                |                       |                       |                                 |                                             |                   |
| 1932-1933 | 1re Ligue : Groupe 2              | 6e                                                   | 15                                                   | 16                                                   | 5                                                    | 5                                                    | 6                                                    | 25                                                   | 29                                                   | -4                                                   | Huitièmes de finale        | –                                   | –                               | –                               | –                                         | –                |                       |                       |                                 |                                             |                   |
| 1932-1933 | Challenge de 1re Ligue : Groupe 2 | 8e                                                   | 2                                                    | 5                                                    | 0                                                    | 2                                                    | 3                                                    | 10                                                   | 14                                                   | -4                                                   | Huitièmes de finale        | –                                   | –                               | –                               | –                                         | –                |                       |                       |                                 |                                             |                   |
| 1933-1934 | 1re Ligue : Groupe 1              | 6e                                                   | 16                                                   | 16                                                   | 6                                                    | 4                                                    | 6                                                    | 37                                                   | 29                                                   | +8                                                   | Seizièmes de finale        | Coupe de 1re Ligue : Troisième tour | –                               | –                               | –                                         | –                |                       |                       |                                 |                                             |                   |
| 1934-1935 | 1re Ligue : Groupe 1              | 7e                                                   | 20                                                   | 20                                                   | 8                                                    | 4                                                    | 8                                                    | 40                                                   | 43                                                   | -3                                                   | Seizièmes de finale        | –                                   | –                               | –                               | –                                         | –                |                       |                       |                                 |                                             |                   |
| 1935-1936 | 1re Ligue : Groupe 1              | 6e                                                   | 27                                                   | 22                                                   | 13                                                   | 1                                                    | 8                                                    | 69                                                   | 41                                                   | +28                                                  | Premier tour               | –                                   | –                               | –                               | –                                         | –                |                       |                       |                                 |                                             |                   |
| 1936-1937 | 1re Ligue : Groupe 1              | 4e                                                   | 29                                                   | 22                                                   | 12                                                   | 5                                                    | 5                                                    | 63                                                   | 42                                                   | +21                                                  | Seizièmes de finale        | –                                   | –                               | –                               | –                                         | –                |                       |                       |                                 |                                             |                   |
| 1937-1938 | 1re Ligue : Ouest                 | 5e                                                   | 25                                                   | 22                                                   | 10                                                   | 5                                                    | 7                                                    | 36                                                   | 32                                                   | +4                                                   | Premier tour               | –                                   | –                               | –                               | –                                         | –                |                       |                       |                                 |                                             |                   |
| 1938-1939 | 1re Ligue : Ouest                 | 1er                                                  | 34                                                   | 22                                                   | 16                                                   | 2                                                    | 4                                                    | 70                                                   | 26                                                   | +44                                                  | Seizièmes de finale        | –                                   | –                               | –                               | –                                         | –                |                       |                       |                                 |                                             |                   |
| 1938-1939 | Barrage                           | Cantonal Neuchâtel 0-3 / 1-1 FC Saint-Gall           | Cantonal Neuchâtel 0-3 / 1-1 FC Saint-Gall           | Cantonal Neuchâtel 0-3 / 1-1 FC Saint-Gall           | Cantonal Neuchâtel 0-3 / 1-1 FC Saint-Gall           | Cantonal Neuchâtel 0-3 / 1-1 FC Saint-Gall           | Cantonal Neuchâtel 0-3 / 1-1 FC Saint-Gall           | Cantonal Neuchâtel 0-3 / 1-1 FC Saint-Gall           | Cantonal Neuchâtel 0-3 / 1-1 FC Saint-Gall           | Cantonal Neuchâtel 0-3 / 1-1 FC Saint-Gall           | Seizièmes de finale        | –                                   | –                               | –                               | –                                         | –                |                       |                       |                                 |                                             |                   |
| 1939-1940 | 1re Ligue : Groupe 2              | 7e                                                   | 10                                                   | 12                                                   | 4                                                    | 2                                                    | 6                                                    | 24                                                   | 34                                                   | -10                                                  | Huitièmes de finale        | –                                   | –                               | –                               | –                                         | –                |                       |                       |                                 |                                             |                   |
| 1940-1941 | 1re Ligue : Ouest                 | 1er                                                  | 25                                                   | 14                                                   | 12                                                   | 1                                                    | 1                                                    | 50                                                   | 13                                                   | +37                                                  | Seizièmes de finale        | –                                   | –                               | –                               | –                                         | –                |                       |                       |                                 |                                             |                   |
| 1940-1941 | Finales                           | 2e                                                   | 2                                                    | 2                                                    | 1                                                    | 0                                                    | 1                                                    | 3                                                    | 7                                                    | -4                                                   | Seizièmes de finale        | –                                   | –                               | –                               | –                                         | –                |                       |                       |                                 |                                             |                   |
| 1941-1942 | Ligue nationale                   | 10e                                                  | 21                                                   | 26                                                   | 9                                                    | 3                                                    | 14                                                   | 52                                                   | 60                                                   | -8                                                   | Quarts de finale           | –                                   | –                               | –                               | –                                         | –                |                       |                       | Carlo Pintér                    | Début : 1er juillet 1941 Fin : 30 juin 1942 |                   |
| 1942-1943 | Ligue nationale                   | 5e                                                   | 28                                                   | 26                                                   | 13                                                   | 2                                                    | 11                                                   | 50                                                   | 45                                                   | +5                                                   | Huitièmes de finale        | –                                   | –                               | –                               | –                                         | –                |                       |                       | Leó Weisz                       | Début : 1er juillet 1942                    |                   |
| 1943-1944 | Ligue nationale                   | 7e                                                   | 28                                                   | 26                                                   | 10                                                   | 8                                                    | 8                                                    | 38                                                   | 27                                                   | +11                                                  | Seizièmes de finale        | –                                   | –                               | –                               | –                                         | –                |                       |                       | Leó Weisz                       | —                                           |                   |
| 1944-1945 | Ligue nationale A                 | 6e                                                   | 29                                                   | 26                                                   | 10                                                   | 9                                                    | 7                                                    | 36                                                   | 29                                                   | +7                                                   | Quarts de finale           | –                                   | –                               | –                               | –                                         | –                |                       |                       | Leó Weisz                       | —                                           |                   |
| 1945-1946 | Ligue nationale A                 | 8e                                                   | 25                                                   | 26                                                   | 9                                                    | 7                                                    | 10                                                   | 32                                                   | 35                                                   | -3                                                   | Seizièmes de finale        | –                                   | –                               | –                               | –                                         | –                |                       |                       | Leó Weisz                       | Fin : 30 juin 1946                          |                   |
| 1946-1947 | Ligue nationale A                 | 12e                                                  | 21                                                   | 26                                                   | 8                                                    | 5                                                    | 13                                                   | 28                                                   | 53                                                   | -25                                                  | Seizièmes de finale        | –                                   | –                               | –                               | –                                         | –                |                       |                       | Giovanni Ferrari                | Début : 1er juillet 1946                    |                   |
| 1947-1948 | Ligue nationale A                 | 14e                                                  | 10                                                   | 26                                                   | 2                                                    | 6                                                    | 18                                                   | 34                                                   | 85                                                   | -51                                                  | Seizièmes de finale        | –                                   | –                               | –                               | –                                         | –                |                       |                       | Giovanni Ferrari                | Fin : 30 juin 1948                          |                   |
| 1948-1949 | Ligue nationale B                 | 5e                                                   | 31                                                   | 26                                                   | 11                                                   | 9                                                    | 6                                                    | 57                                                   | 35                                                   | +22                                                  | Huitièmes de finale        | –                                   | –                               | –                               | –                                         | –                |                       |                       | Fernand Jaccard                 | Début : 1er juillet 1948                    |                   |
| 1949-1950 | Ligue nationale B                 | 1er                                                  | 43                                                   | 26                                                   | 19                                                   | 5                                                    | 2                                                    | 86                                                   | 35                                                   | +51                                                  | Finale                     | –                                   | –                               | –                               | –                                         | –                |                       |                       | Fernand Jaccard                 | —                                           |                   |
| 1950-1951 | Ligue nationale A                 | 14e                                                  | 16                                                   | 26                                                   | 4                                                    | 8                                                    | 14                                                   | 41                                                   | 63                                                   | -22                                                  | Quarts de finale           | –                                   | –                               | –                               | –                                         | –                |                       |                       | Fernand Jaccard                 | —                                           |                   |
| 1951-1952 | Ligue nationale B                 | 4e                                                   | 34                                                   | 26                                                   | 15                                                   | 4                                                    | 7                                                    | 72                                                   | 33                                                   | +39                                                  | Seizièmes de finale        | –                                   | –                               | –                               | –                                         | –                |                       |                       | Fernand Jaccard                 | Fin : 30 juin 1952                          |                   |
| 1952-1953 | Ligue nationale B                 | 6e                                                   | 25                                                   | 24                                                   | 10                                                   | 5                                                    | 9                                                    | 35                                                   | 34                                                   | +1                                                   | Huitièmes de finale        | –                                   | –                               | –                               | –                                         | –                |                       |                       | Hinduljak, Traugott Oberer      | Début : 1er juillet 1952 Fin : 30 juin 1953 |                   |
| 1953-1954 | Ligue nationale B                 | 4e                                                   | 31                                                   | 26                                                   | 13                                                   | 5                                                    | 8                                                    | 60                                                   | 39                                                   | +21                                                  | Seizièmes de finale        | –                                   | –                               | –                               | –                                         | –                |                       |                       | Pierre Lauer                    | Début : 1er juillet 1953 Fin : 30 juin 1954 |                   |
| 1954-1955 | Ligue nationale B                 | 8e                                                   | 25                                                   | 26                                                   | 11                                                   | 3                                                    | 12                                                   | 54                                                   | 56                                                   | -2                                                   | Seizièmes de finale        | –                                   | –                               | –                               | –                                         | –                |                       |                       | André Frey                      | Début : 1er juillet 1954 Fin : 30 juin 1955 |                   |
| 1955-1956 | Ligue nationale B                 | 5e                                                   | 30                                                   | 26                                                   | 13                                                   | 4                                                    | 9                                                    | 65                                                   | 46                                                   | +19                                                  | Demi-finales               | –                                   | –                               | –                               | –                                         | –                |                       |                       | Carlo Pintér                    | Début : 1er juillet 1955                    |                   |
| 1956-1957 | Ligue nationale B                 | 6e                                                   | 27                                                   | 26                                                   | 10                                                   | 7                                                    | 9                                                    | 41                                                   | 46                                                   | -5                                                   | Huitièmes de finale        | –                                   | –                               | –                               | –                                         | –                |                       |                       | Carlo Pintér                    | Fin : janvier 1957                          |                   |
| 1956-1957 | Ligue nationale B                 | 6e                                                   | 27                                                   | 26                                                   | 10                                                   | 7                                                    | 9                                                    | 41                                                   | 46                                                   | -5                                                   | Huitièmes de finale        | –                                   | –                               | –                               | –                                         | –                | Josef Artimovicz      | Début : janvier 1957  |                                 |                                             |                   |
| 1957-1958 | Ligue nationale B                 | 3e                                                   | 35                                                   | 26                                                   | 15                                                   | 5                                                    | 6                                                    | 52                                                   | 28                                                   | +24                                                  | Seizièmes de finale        | –                                   | –                               | –                               | –                                         | –                |                       |                       | Josef Artimovicz                | —                                           |                   |
| 1958-1959 | Ligue nationale B                 | 3e                                                   | 32                                                   | 26                                                   | 14                                                   | 4                                                    | 8                                                    | 64                                                   | 50                                                   | +14                                                  | Demi-finales               | –                                   | –                               | –                               | –                                         | –                |                       |                       | Josef Artimovicz                | Fin : 30 juin 1959                          |                   |
| 1959-1960 | Ligue nationale B                 | 12e                                                  | 22                                                   | 26                                                   | 8                                                    | 6                                                    | 12                                                   | 48                                                   | 55                                                   | -7                                                   | Seizièmes de finale        | –                                   | –                               | –                               | –                                         | –                |                       |                       | Karl-Heinz Wettig               | Début : 1er juillet 1959 Fin : 30 juin 1960 |                   |
| 1960-1961 | Ligue nationale B                 | 13e                                                  | 17                                                   | 26                                                   | 6                                                    | 5                                                    | 15                                                   | 44                                                   | 72                                                   | -28                                                  | Quarts de finale           | Coupe Romande : Phase de groupes    | –                               | –                               | –                                         | –                |                       |                       | Stephan Grocz, Robert Mandry    | Début : 1er juillet 1960 Fin : 30 juin 1961 |                   |
| 1961-1962 | 1re Ligue : Groupe Ouest          | 1er                                                  | 38                                                   | 22                                                   | 17                                                   | 4                                                    | 1                                                    | 55                                                   | 15                                                   | +40                                                  | Seizièmes de finale        | –                                   | –                               | –                               | –                                         | –                |                       |                       | Pépi Humpal                     | Début : 1er juillet 1961                    |                   |
| 1961-1962 | Finales                           | 2e                                                   | 2                                                    | 2                                                    | 1                                                    | 0                                                    | 1                                                    | 4                                                    | 3                                                    | +1                                                   | Seizièmes de finale        | –                                   | –                               | –                               | –                                         | –                |                       |                       | Pépi Humpal                     | Début : 1er juillet 1961                    |                   |
| 1962-1963 | Ligue nationale B                 | 2e                                                   | 31                                                   | 26                                                   | 13                                                   | 5                                                    | 8                                                    | 52                                                   | 39                                                   | +13                                                  | Troisième tour             | –                                   | –                               | –                               | Tournoi du 50e anniversaire de Xamax 1962 | Troisième        |                       |                       | Pépi Humpal                     | —                                           |                   |
| 1963-1964 | Ligue nationale A                 | 14e                                                  | 13                                                   | 26                                                   | 4                                                    | 5                                                    | 17                                                   | 38                                                   | 82                                                   | -44                                                  | Seizièmes de finale        | –                                   | –                               | –                               | –                                         | –                |                       |                       | Pépi Humpal                     | —                                           |                   |
| 1964-1965 | Ligue nationale B                 | 6e                                                   | 28                                                   | 26                                                   | 12                                                   | 4                                                    | 10                                                   | 49                                                   | 39                                                   | +10                                                  | Troisième tour             | –                                   | –                               | –                               | –                                         | –                |                       |                       | Pépi Humpal                     | Fin : 30 juin 1965                          |                   |
| 1965-1966 | Ligue nationale B                 | 14e                                                  | 13                                                   | 26                                                   | 3                                                    | 7                                                    | 16                                                   | 26                                                   | 60                                                   | -34                                                  | Demi-finales               | Coupe Romande : Troisième           | –                               | –                               | –                                         | –                |                       |                       | Abdelhamid Zouba                | Début : 1er juillet 1965 Fin : 30 juin 1966 |                   |
| 1966-1967 | 1re Ligue : Groupe Centrale       | 1er                                                  | 38                                                   | 24                                                   | 17                                                   | 4                                                    | 3                                                    | 64                                                   | 29                                                   | +35                                                  | Trente-deuxièmes de finale | –                                   | –                               | –                               | –                                         | –                |                       |                       | Raymond Morand                  | Début : 1er juillet 1966                    |                   |
| 1966-1967 | Finales                           | 3e                                                   | 5                                                    | 4                                                    | 2                                                    | 1                                                    | 1                                                    | 11                                                   | 4                                                    | +7                                                   | Trente-deuxièmes de finale | –                                   | –                               | –                               | –                                         | –                |                       |                       | Raymond Morand                  | Début : 1er juillet 1966                    |                   |
| 1967-1968 | 1re Ligue : Groupe Ouest          | 8e                                                   | 27                                                   | 24                                                   | 10                                                   | 7                                                    | 7                                                    | 39                                                   | 37                                                   | +2                                                   | Premier tour               | –                                   | –                               | –                               | –                                         | –                |                       |                       | Raymond Morand                  | Fin : 30 juin 1968                          |                   |
| 1968-1969 | 1re Ligue : Groupe Ouest          | 8e                                                   | 26                                                   | 24                                                   | 10                                                   | 6                                                    | 8                                                    | 36                                                   | 37                                                   | -1                                                   | Trente-deuxièmes de finale | –                                   | –                               | –                               | –                                         | –                |                       |                       | Milorad Milutinović             | Début : 1er juillet 1968 Fin : 30 juin 1969 |                   |
| 1969-1970 | –                                 | –                                                    | –                                                    | –                                                    | –                                                    | –                                                    | –                                                    | –                                                    | –                                                    | –                                                    | Deuxième tour              | –                                   | –                               | –                               | –                                         | –                |                       |                       | Jean-Paul Péguiron, Pépi Humpal | Début : 1er juillet 1969 Fin : 30 juin 1970 |                   |

## FC Xamax
| Saison    | Championnat                      | Championnat                                         | Championnat                                         | Championnat                                         | Championnat                                         | Championnat                                         | Championnat                                         | Championnat                                         | Championnat                                         | Championnat                                         | Coupes nationales           | Coupes nationales            | Coupes d'Europe / Autres coupes | Coupes d'Europe / Autres coupes | Tournois amicaux                          | Tournois amicaux | Meilleur(s) buteur(s) | Meilleur(s) buteur(s)                                            | Entraîneur(s)                    | Entraîneur(s)                               | Affluence moyenne |
| Saison    | Division                         | Pos                                                 | Pts                                                 | J                                                   | V                                                   | N                                                   | D                                                   | BP                                                  | BC                                                  | Diff                                                | Coupe de Suisse             | Autres coupes                | Compétition                     | Résultat                        | Compétition                               | Résultat         | Nom(s)                | But(s)                                                           | Nom(s)                           | Période                                     | Affluence moyenne |
| --------- | -------------------------------- | --------------------------------------------------- | --------------------------------------------------- | --------------------------------------------------- | --------------------------------------------------- | --------------------------------------------------- | --------------------------------------------------- | --------------------------------------------------- | --------------------------------------------------- | --------------------------------------------------- | --------------------------- | ---------------------------- | ------------------------------- | ------------------------------- | ----------------------------------------- | ---------------- | --------------------- | ---------------------------------------------------------------- | -------------------------------- | ------------------------------------------- | ----------------- |
| 1916-1917 |                                  |                                                     |                                                     |                                                     |                                                     |                                                     |                                                     |                                                     |                                                     |                                                     | –                           | –                            | –                               | –                               | –                                         | –                |                       |                                                                  |                                  |                                             |                   |
| 1917-1918 |                                  |                                                     |                                                     |                                                     |                                                     |                                                     |                                                     |                                                     |                                                     |                                                     | –                           | –                            | –                               | –                               | –                                         | –                |                       |                                                                  |                                  |                                             |                   |
| 1918-1919 |                                  |                                                     |                                                     |                                                     |                                                     |                                                     |                                                     |                                                     |                                                     |                                                     | –                           | –                            | –                               | –                               | –                                         | –                |                       |                                                                  |                                  |                                             |                   |
| 1919-1920 |                                  |                                                     |                                                     |                                                     |                                                     |                                                     |                                                     |                                                     |                                                     |                                                     | –                           | –                            | –                               | –                               | –                                         | –                |                       |                                                                  |                                  |                                             |                   |
| 1920-1921 | Série B : Groupe Ouest 3         | 1er                                                 | 12                                                  | 6                                                   | 6                                                   | 0                                                   | 0                                                   | 25                                                  | 5                                                   | +20                                                 | –                           | –                            | –                               | –                               | –                                         | –                |                       |                                                                  |                                  |                                             |                   |
| 1920-1921 | Finales                          | 3e                                                  | 0                                                   | 2                                                   | 0                                                   | 0                                                   | 2                                                   | 3                                                   | 7                                                   | -4                                                  | –                           | –                            | –                               | –                               | –                                         | –                |                       |                                                                  |                                  |                                             |                   |
| 1921-1922 | Série B                          |                                                     |                                                     |                                                     |                                                     |                                                     |                                                     |                                                     |                                                     |                                                     | –                           | –                            | –                               | –                               | –                                         | –                |                       |                                                                  |                                  |                                             |                   |
| 1922-1923 | Série Promotion : Groupe Ouest 2 | 10e                                                 | 9                                                   | 12                                                  | 4                                                   | 1                                                   | 7                                                   | 22                                                  | 29                                                  | -7                                                  | –                           | –                            | –                               | –                               | –                                         | –                |                       |                                                                  |                                  |                                             |                   |
| 1923-1924 | Série Promotion : Groupe Ouest 2 | 10e                                                 | 7                                                   | 12                                                  | 3                                                   | 1                                                   | 8                                                   |                                                     |                                                     |                                                     | –                           | –                            | –                               | –                               | –                                         | –                |                       |                                                                  |                                  |                                             |                   |
| 1924-1925 | Série B                          |                                                     |                                                     |                                                     |                                                     |                                                     |                                                     |                                                     |                                                     |                                                     | –                           | –                            | –                               | –                               | –                                         | –                |                       |                                                                  |                                  |                                             |                   |
| 1925-1926 |                                  |                                                     |                                                     |                                                     |                                                     |                                                     |                                                     |                                                     |                                                     |                                                     | –                           | –                            | –                               | –                               | –                                         | –                |                       |                                                                  |                                  |                                             |                   |
| 1926-1927 |                                  |                                                     |                                                     |                                                     |                                                     |                                                     |                                                     |                                                     |                                                     |                                                     | –                           | –                            | –                               | –                               | –                                         | –                |                       |                                                                  |                                  |                                             |                   |
| 1927-1928 | Série C                          | 1er                                                 |                                                     |                                                     |                                                     |                                                     |                                                     |                                                     |                                                     |                                                     | –                           | –                            | –                               | –                               | –                                         | –                |                       |                                                                  |                                  |                                             |                   |
| 1928-1929 | Série B : Groupe Ouest 5         | 10e                                                 | 8                                                   | 10                                                  | 3                                                   | 2                                                   | 5                                                   | 23                                                  | 24                                                  | -1                                                  | Premier tour                | –                            | –                               | –                               | –                                         | –                |                       |                                                                  |                                  |                                             |                   |
| 1929-1930 | Série B : Groupe Ouest 5         | 6e                                                  | 8                                                   | 12                                                  | 3                                                   | 2                                                   | 7                                                   | 16                                                  | 24                                                  | -8                                                  | Tour préliminaire           | –                            | –                               | –                               | –                                         | –                |                       |                                                                  |                                  |                                             |                   |
| 1929-1930 | Barrage de 6e place              | FC Xamax 0-2 FC Orbe                                | FC Xamax 0-2 FC Orbe                                | FC Xamax 0-2 FC Orbe                                | FC Xamax 0-2 FC Orbe                                | FC Xamax 0-2 FC Orbe                                | FC Xamax 0-2 FC Orbe                                | FC Xamax 0-2 FC Orbe                                | FC Xamax 0-2 FC Orbe                                | FC Xamax 0-2 FC Orbe                                | Tour préliminaire           | –                            | –                               | –                               | –                                         | –                |                       |                                                                  |                                  |                                             |                   |
| 1930-1931 | 4e Ligue                         |                                                     |                                                     |                                                     |                                                     |                                                     |                                                     |                                                     |                                                     |                                                     | Premier tour                | –                            | –                               | –                               | –                                         | –                |                       |                                                                  |                                  |                                             |                   |
| 1931-1932 |                                  |                                                     |                                                     |                                                     |                                                     |                                                     |                                                     |                                                     |                                                     |                                                     | Premier tour                | –                            | –                               | –                               | –                                         | –                |                       |                                                                  |                                  |                                             |                   |
| 1932-1933 |                                  |                                                     |                                                     |                                                     |                                                     |                                                     |                                                     |                                                     |                                                     |                                                     | Tour préliminaire           | –                            | –                               | –                               | –                                         | –                |                       |                                                                  |                                  |                                             |                   |
| 1933-1934 |                                  |                                                     |                                                     |                                                     |                                                     |                                                     |                                                     |                                                     |                                                     |                                                     | Tour préliminaire           | –                            | –                               | –                               | –                                         | –                |                       |                                                                  |                                  |                                             |                   |
| 1934-1935 |                                  |                                                     |                                                     |                                                     |                                                     |                                                     |                                                     |                                                     |                                                     |                                                     | Troisième tour préliminaire | –                            | –                               | –                               | –                                         | –                |                       |                                                                  |                                  |                                             |                   |
| 1935-1936 |                                  |                                                     |                                                     |                                                     |                                                     |                                                     |                                                     |                                                     |                                                     |                                                     | Deuxième tour préliminaire  | –                            | –                               | –                               | –                                         | –                |                       |                                                                  |                                  |                                             |                   |
| 1936-1937 |                                  |                                                     |                                                     |                                                     |                                                     |                                                     |                                                     |                                                     |                                                     |                                                     | Troisième tour préliminaire | –                            | –                               | –                               | –                                         | –                |                       |                                                                  |                                  |                                             |                   |
| 1937-1938 |                                  |                                                     |                                                     |                                                     |                                                     |                                                     |                                                     |                                                     |                                                     |                                                     | Premier tour                | –                            | –                               | –                               | –                                         | –                |                       |                                                                  |                                  |                                             |                   |
| 1938-1939 |                                  |                                                     |                                                     |                                                     |                                                     |                                                     |                                                     |                                                     |                                                     |                                                     | Seizièmes de finale         | –                            | –                               | –                               | –                                         | –                |                       |                                                                  |                                  |                                             |                   |
| 1939-1940 |                                  |                                                     |                                                     |                                                     |                                                     |                                                     |                                                     |                                                     |                                                     |                                                     | Tour préliminaire           | –                            | –                               | –                               | –                                         | –                |                       |                                                                  |                                  |                                             |                   |
| 1940-1941 | 2e Ligue : Groupe Ouest          |                                                     |                                                     |                                                     |                                                     |                                                     |                                                     |                                                     |                                                     |                                                     | Troisième tour préliminaire | –                            | –                               | –                               | –                                         | –                |                       |                                                                  |                                  |                                             |                   |
| 1940-1941 | Phase finale                     | Demi-finales : FC Xamax 4-2 FC Concordia Yverdon    | Demi-finales : FC Xamax 4-2 FC Concordia Yverdon    | Demi-finales : FC Xamax 4-2 FC Concordia Yverdon    | Demi-finales : FC Xamax 4-2 FC Concordia Yverdon    | Demi-finales : FC Xamax 4-2 FC Concordia Yverdon    | Demi-finales : FC Xamax 4-2 FC Concordia Yverdon    | Demi-finales : FC Xamax 4-2 FC Concordia Yverdon    | Demi-finales : FC Xamax 4-2 FC Concordia Yverdon    | Demi-finales : FC Xamax 4-2 FC Concordia Yverdon    | Troisième tour préliminaire | –                            | –                               | –                               | –                                         | –                |                       |                                                                  |                                  |                                             |                   |
| 1940-1941 | Phase finale                     | Finale : FC Xamax 0-1 CA Genève                     |                                                     |                                                     |                                                     |                                                     |                                                     |                                                     |                                                     |                                                     | Troisième tour préliminaire | –                            | –                               | –                               | –                                         | –                |                       |                                                                  |                                  |                                             |                   |
| 1941-1942 | 2e Ligue : Groupe Ouest          |                                                     |                                                     |                                                     |                                                     |                                                     |                                                     |                                                     |                                                     |                                                     | Deuxième tour               | –                            | –                               | –                               | –                                         | –                |                       |                                                                  |                                  |                                             |                   |
| 1941-1942 | Finales                          | 3e                                                  | 1                                                   | 2                                                   | 0                                                   | 1                                                   | 1                                                   | 3                                                   | 4                                                   | -1                                                  | Deuxième tour               | –                            | –                               | –                               | –                                         | –                |                       |                                                                  |                                  |                                             |                   |
| 1942-1943 | 2e Ligue                         |                                                     |                                                     |                                                     |                                                     |                                                     |                                                     |                                                     |                                                     |                                                     | Deuxième tour               | –                            | –                               | –                               | –                                         | –                |                       |                                                                  |                                  |                                             |                   |
| 1943-1944 | –                                | –                                                   | –                                                   | –                                                   | –                                                   | –                                                   | –                                                   | –                                                   | –                                                   | –                                                   | –                           | –                            | –                               | –                               | –                                         | –                | –                     | –                                                                | –                                | –                                           | –                 |
| 1944-1945 | –                                | –                                                   | –                                                   | –                                                   | –                                                   | –                                                   | –                                                   | –                                                   | –                                                   | –                                                   | –                           | –                            | –                               | –                               | –                                         | –                | –                     | –                                                                | –                                | –                                           | –                 |
| 1945-1946 | –                                | –                                                   | –                                                   | –                                                   | –                                                   | –                                                   | –                                                   | –                                                   | –                                                   | –                                                   | –                           | –                            | –                               | –                               | –                                         | –                | –                     | –                                                                | –                                | –                                           | –                 |
| 1946-1947 | –                                | –                                                   | –                                                   | –                                                   | –                                                   | –                                                   | –                                                   | –                                                   | –                                                   | –                                                   | –                           | –                            | –                               | –                               | –                                         | –                | –                     | –                                                                | –                                | –                                           | –                 |
| 1947-1948 | –                                | –                                                   | –                                                   | –                                                   | –                                                   | –                                                   | –                                                   | –                                                   | –                                                   | –                                                   | –                           | –                            | –                               | –                               | –                                         | –                | –                     | –                                                                | –                                | –                                           | –                 |
| 1948-1949 | –                                | –                                                   | –                                                   | –                                                   | –                                                   | –                                                   | –                                                   | –                                                   | –                                                   | –                                                   | –                           | –                            | –                               | –                               | –                                         | –                | –                     | –                                                                | –                                | –                                           | –                 |
| 1949-1950 | –                                | –                                                   | –                                                   | –                                                   | –                                                   | –                                                   | –                                                   | –                                                   | –                                                   | –                                                   | –                           | –                            | –                               | –                               | –                                         | –                | –                     | –                                                                | –                                | –                                           | –                 |
| 1950-1951 | –                                | –                                                   | –                                                   | –                                                   | –                                                   | –                                                   | –                                                   | –                                                   | –                                                   | –                                                   | –                           | –                            | –                               | –                               | –                                         | –                | –                     | –                                                                | –                                | –                                           | –                 |
| 1951-1952 | –                                | –                                                   | –                                                   | –                                                   | –                                                   | –                                                   | –                                                   | –                                                   | –                                                   | –                                                   | –                           | –                            | –                               | –                               | –                                         | –                | –                     | –                                                                | –                                | –                                           | –                 |
| 1952-1953 | –                                | –                                                   | –                                                   | –                                                   | –                                                   | –                                                   | –                                                   | –                                                   | –                                                   | –                                                   | –                           | –                            | –                               | –                               | –                                         | –                | –                     | –                                                                | –                                | –                                           | –                 |
| 1953-1954 | 4e Ligue                         | 1er                                                 |                                                     |                                                     |                                                     |                                                     |                                                     |                                                     |                                                     |                                                     | –                           | –                            | –                               | –                               | –                                         | –                |                       |                                                                  |                                  |                                             |                   |
| 1954-1955 | 3e Ligue                         | 1er                                                 |                                                     |                                                     |                                                     |                                                     |                                                     | 139                                                 | 9                                                   | +130                                                | Troisième tour              | –                            | –                               | –                               | –                                         | –                |                       |                                                                  |                                  |                                             |                   |
| 1955-1956 | 2e Ligue                         |                                                     |                                                     |                                                     |                                                     |                                                     |                                                     |                                                     |                                                     |                                                     | –                           | –                            | –                               | –                               | –                                         | –                |                       |                                                                  |                                  |                                             |                   |
| 1956-1957 | 2e Ligue                         |                                                     |                                                     |                                                     |                                                     |                                                     |                                                     |                                                     |                                                     |                                                     | Troisième tour              | –                            | –                               | –                               | –                                         | –                |                       |                                                                  |                                  |                                             |                   |
| 1956-1957 | Finales                          | 2e                                                  | 2                                                   | 2                                                   | 1                                                   | 0                                                   | 1                                                   | 3                                                   | 5                                                   | -2                                                  | Troisième tour              | –                            | –                               | –                               | –                                         | –                |                       |                                                                  |                                  |                                             |                   |
| 1957-1958 | 2e Ligue                         |                                                     |                                                     |                                                     |                                                     |                                                     |                                                     |                                                     |                                                     |                                                     | Troisième tour              | –                            | –                               | –                               | –                                         | –                |                       |                                                                  |                                  |                                             |                   |
| 1958-1959 | 2e Ligue                         |                                                     |                                                     |                                                     |                                                     |                                                     |                                                     |                                                     |                                                     |                                                     | Premier tour                | –                            | –                               | –                               | –                                         | –                |                       |                                                                  |                                  |                                             |                   |
| 1959-1960 | 2e Ligue                         |                                                     |                                                     |                                                     |                                                     |                                                     |                                                     |                                                     |                                                     |                                                     | Premier tour                | –                            | –                               | –                               | –                                         | –                |                       |                                                                  | Marius Jacot                     | Début : 1er juillet 1959 Fin : 30 juin 1960 |                   |
| 1959-1960 | Phase finale                     | Demi-finales : FC Xamax 2-0 / 3-2 FC Helvetia Berne | Demi-finales : FC Xamax 2-0 / 3-2 FC Helvetia Berne | Demi-finales : FC Xamax 2-0 / 3-2 FC Helvetia Berne | Demi-finales : FC Xamax 2-0 / 3-2 FC Helvetia Berne | Demi-finales : FC Xamax 2-0 / 3-2 FC Helvetia Berne | Demi-finales : FC Xamax 2-0 / 3-2 FC Helvetia Berne | Demi-finales : FC Xamax 2-0 / 3-2 FC Helvetia Berne | Demi-finales : FC Xamax 2-0 / 3-2 FC Helvetia Berne | Demi-finales : FC Xamax 2-0 / 3-2 FC Helvetia Berne | Premier tour                | –                            | –                               | –                               | –                                         | –                |                       |                                                                  | Marius Jacot                     | Début : 1er juillet 1959 Fin : 30 juin 1960 |                   |
| 1959-1960 | Phase finale                     | Finale : FC Xamax 5-0 / 3-2 FC Aegerten-Brügg       |                                                     |                                                     |                                                     |                                                     |                                                     |                                                     |                                                     |                                                     | Premier tour                | –                            | –                               | –                               | –                                         | –                |                       |                                                                  | Marius Jacot                     | Début : 1er juillet 1959 Fin : 30 juin 1960 |                   |
| 1960-1961 | 1re Ligue : Groupe Ouest         | 4e                                                  | 28                                                  | 22                                                  | 12                                                  | 4                                                   | 6                                                   | 61                                                  | 46                                                  | +15                                                 | Troisième tour              | –                            | –                               | –                               | –                                         | –                |                       |                                                                  | Branko Vidjak                    | Début : 1er juillet 1960 Fin : 30 juin 1961 |                   |
| 1961-1962 | 1re Ligue : Groupe Ouest         | 5e                                                  | 23                                                  | 22                                                  | 14                                                  | 3                                                   | 5                                                   | 66                                                  | 40                                                  | +26                                                 | Deuxième tour               | –                            | –                               | –                               | –                                         | –                |                       |                                                                  | Jean-Claude Mella                | Début : 1er juillet 1961 Fin : 30 juin 1962 |                   |
| 1962-1963 | 1re Ligue : Groupe Ouest         | 5e                                                  | 31                                                  | 24                                                  | 12                                                  | 7                                                   | 5                                                   | 54                                                  | 33                                                  | +21                                                 | Troisième tour              | –                            | –                               | –                               | Tournoi du 50e anniversaire de Xamax 1962 | Quatrième        |                       |                                                                  | Louis Casali                     | Début : 1er juillet 1962 Fin : 30 juin 1963 |                   |
| 1963-1964 | 1re Ligue : Groupe Ouest         | 7e                                                  | 26                                                  | 24                                                  | 11                                                  | 4                                                   | 9                                                   | 43                                                  | 33                                                  | +10                                                 | Deuxième tour               | –                            | –                               | –                               | –                                         | –                |                       |                                                                  | Federico Rickens                 | Début : 1er juillet 1963 Fin : 30 juin 1964 |                   |
| 1964-1965 | 1re Ligue : Groupe Ouest         | 8e                                                  | 32                                                  | 24                                                  | 12                                                  | 8                                                   | 4                                                   | 49                                                  | 37                                                  | +12                                                 | Troisième tour              | –                            | –                               | –                               | –                                         | –                |                       |                                                                  | Raymond Jaccottet, Antonio Merlo | Début : 1er juillet 1964 Fin : 30 juin 1965 |                   |
| 1965-1966 | 1re Ligue : Groupe Ouest         | 2e                                                  | 32                                                  | 24                                                  | 11                                                  | 10                                                  | 3                                                   | 47                                                  | 23                                                  | +24                                                 | Premier tour                | Coupe Romande : Premier tour | –                               | –                               | –                                         | –                |                       |                                                                  | Pépi Humpal                      | Début : 1er juillet 1965                    |                   |
| 1965-1966 | Finales                          | 2e                                                  | 6                                                   | 4                                                   | 3                                                   | 0                                                   | 1                                                   | 10                                                  | 6                                                   | +4                                                  | Premier tour                | Coupe Romande : Premier tour | –                               | –                               | –                                         | –                |                       |                                                                  | Pépi Humpal                      | Début : 1er juillet 1965                    |                   |
| 1966-1967 | Ligue nationale B                | 6e                                                  | 27                                                  | 26                                                  | 11                                                  | 5                                                   | 10                                                  | 42                                                  | 40                                                  | +2                                                  | Huitièmes de finale         | –                            | –                               | –                               | –                                         | –                |                       |                                                                  | Pépi Humpal                      | —                                           |                   |
| 1967-1968 | Ligue nationale B                | 4e                                                  | 30                                                  | 26                                                  | 12                                                  | 6                                                   | 8                                                   | 52                                                  | 43                                                  | +9                                                  | Huitièmes de finale         | –                            | –                               | –                               | –                                         | –                |                       |                                                                  | Pépi Humpal                      | —                                           |                   |
| 1968-1969 | Ligue nationale B                | 4e                                                  | 28                                                  | 26                                                  | 12                                                  | 4                                                   | 10                                                  | 42                                                  | 35                                                  | +7                                                  | Seizièmes de finale         | –                            | –                               | –                               | –                                         | –                |                       |                                                                  | Pépi Humpal                      | Fin : 19 novembre 1968                      |                   |
| 1968-1969 | Ligue nationale B                | 4e                                                  | 28                                                  | 26                                                  | 12                                                  | 4                                                   | 10                                                  | 42                                                  | 35                                                  | +7                                                  | Seizièmes de finale         | –                            | –                               | –                               | –                                         | –                | Heinz Bertschi        | Début : 20 novembre 1968                                         |                                  |                                             |                   |
| 1969-1970 | Ligue nationale B                | 6e                                                  | 28                                                  | 26                                                  | 11                                                  | 6                                                   | 9                                                   | 48                                                  | 45                                                  | +3                                                  | Quarts de finale            | –                            | –                               | –                               | –                                         | –                |                       |                                                                  | Heinz Bertschi                   | Fin : 27 novembre 1969                      |                   |
| 1969-1970 | Ligue nationale B                | 6e                                                  | 28                                                  | 26                                                  | 11                                                  | 6                                                   | 9                                                   | 48                                                  | 45                                                  | +3                                                  | Quarts de finale            | –                            | –                               | –                               | –                                         | –                | Paul Garbani          | Début : 28 novembre 1969 Fin (Neuchâtel Xamax) : 6 décembre 1971 |                                  |                                             |                   |

## Neuchâtel Xamax
| Saison    | Championnat                        | Championnat                 | Championnat                 | Championnat                 | Championnat                 | Championnat                 | Championnat                 | Championnat                 | Championnat                 | Championnat                 | Coupes nationales   | Coupes nationales         | Coupes d'Europe / Autres coupes | Coupes d'Europe / Autres coupes | Tournois amicaux | Tournois amicaux | Meilleur(s) buteur(s) | Meilleur(s) buteur(s)                  | Entraîneur(s)          | Entraîneur(s)                                  | Affluence moyenne |
| Saison    | Division                           | Pos                         | Pts                         | J                           | V                           | N                           | D                           | BP                          | BC                          | Diff                        | Coupe de Suisse     | Autres coupes             | Compétition                     | Résultat                        | Compétition      | Résultat         | Nom(s)                | But(s)                                 | Nom(s)                 | Période                                        | Affluence moyenne |
| --------- | ---------------------------------- | --------------------------- | --------------------------- | --------------------------- | --------------------------- | --------------------------- | --------------------------- | --------------------------- | --------------------------- | --------------------------- | ------------------- | ------------------------- | ------------------------------- | ------------------------------- | ---------------- | ---------------- | --------------------- | -------------------------------------- | ---------------------- | ---------------------------------------------- | ----------------- |
| 1970-1971 | Ligue nationale B                  | 3e                          | 31                          | 26                          | 13                          | 5                           | 8                           | 46                          | 32                          | +14                         | Troisième tour      | –                         | –                               | –                               | –                | –                |                       |                                        | Paul Garbani           | Début (FC Xamax) : 28 novembre 1969            |                   |
| 1971-1972 | Ligue nationale B                  | 3e                          | 33                          | 26                          | 12                          | 9                           | 5                           | 59                          | 41                          | +18                         | Seizièmes de finale | CLS : Premier tour        | –                               | –                               | Coupe Horlogère  | Vainqueur        |                       |                                        | Paul Garbani           | Fin : 6 décembre 1971                          |                   |
| 1971-1972 | Ligue nationale B                  | 3e                          | 33                          | 26                          | 12                          | 9                           | 5                           | 59                          | 41                          | +18                         | Seizièmes de finale | CLS : Premier tour        | –                               | –                               | Coupe Horlogère  | Vainqueur        | Josef Artimovicz      | Début : 3 mars 1972 Fin : 30 juin 1972 |                        |                                                |                   |
| 1972-1973 | Ligue nationale B                  | 1er                         | 43                          | 26                          | 19                          | 5                           | 2                           | 72                          | 21                          | +51                         | Seizièmes de finale | CLS : Quarts de finale    | –                               | –                               | Coupe Horlogère  | Troisième        |                       |                                        | Lev Mantula            | Début : 1er juillet 1972                       |                   |
| 1973-1974 | Ligue nationale A                  | 7e                          | 26                          | 26                          | 10                          | 6                           | 10                          | 38                          | 38                          | +0                          | Finale              | –                         | –                               | –                               | –                | –                | Jean-Michael Elsig    | 15                                     | Lev Mantula            | —                                              | 8 392             |
| 1974-1975 | Ligue nationale A                  | 9e                          | 24                          | 26                          | 9                           | 6                           | 11                          | 47                          | 47                          | +0                          | Huitièmes de finale | CLS : Demi-finales        | Coupe Intertoto                 | Phase de groupes : 4e           | –                | –                | Guy Mathez            | 13                                     | Lev Mantula            | Fin : 19 novembre 1974                         | 5 177             |
| 1974-1975 | Ligue nationale A                  | 9e                          | 24                          | 26                          | 9                           | 6                           | 11                          | 47                          | 47                          | +0                          | Huitièmes de finale | CLS : Demi-finales        | Coupe Intertoto                 | Phase de groupes : 4e           | –                | –                | Guy Mathez            | 13                                     | Branko Rezar           | Début : 14 mars 1975 Fin : 30 juin 1975        | 5 177             |
| 1975-1976 | Ligue nationale A                  | 6e                          | 30                          | 26                          | 11                          | 8                           | 7                           | 37                          | 25                          | +12                         | Huitièmes de finale | CLS : Seizièmes de finale | –                               | –                               | –                | –                | Walter Müller         | 12                                     | Gilbert Gress          | Début : 1er juillet 1975                       | 5 192             |
| 1976-1977 | LNA : Tour préliminaire            | 4e                          | 27                          | 22                          | 10                          | 7                           | 5                           | 37                          | 27                          | +10                         | Quarts de finale    | CLS : Finale              | –                               | –                               | Coupe Horlogère  | Vainqueur        | Jean-Michael Elsig    | 16                                     | Gilbert Gress          | Fin : 30 juin 1977                             | 5 839             |
| 1976-1977 | Tour final                         | 5e                          | 7+14                        | 10                          | 3                           | 1                           | 6                           | 14                          | 18                          | -4                          | Quarts de finale    | CLS : Finale              | –                               | –                               | Coupe des Alpes  | Phase de groupes | Jean-Michael Elsig    | 16                                     | Gilbert Gress          | Fin : 30 juin 1977                             | 5 839             |
| 1977-1978 | LNA : Tour préliminaire            | 7e                          | 19                          | 22                          | 8                           | 3                           | 11                          | 32                          | 42                          | -10                         | Seizièmes de finale | CLS : Huitièmes de finale | –                               | –                               | Coupe Horlogère  | Finale           | Jean-Michael Elsig    | 10                                     | Antonio Merlo          | Début : 1er juillet 1977 Fin : 3 avril 1978    | 5 318             |
| 1977-1978 | Tour final                         | 4e                          | 10+10                       | 10                          | 4                           | 2                           | 4                           | 14                          | 15                          | -1                          | Seizièmes de finale | CLS : Huitièmes de finale | –                               | –                               | Coupe des Alpes  | Phase de groupes | Michel Decastel       | 10                                     | Erich Vogel            | Début : 6 avril 1978                           | 5 318             |
| 1978-1979 | LNA : Tour préliminaire            | 7e                          | 24                          | 22                          | 8                           | 8                           | 6                           | 42                          | 33                          | +9                          | Demi-finales        | CLS : Demi-finales        | –                               | –                               | Coupe des Alpes  | Phase de groupes | Michel Decastel       | 12                                     | Erich Vogel            | —                                              | 3 809             |
| 1978-1979 | Tour final                         | 5e                          | 5+12                        | 10                          | 2                           | 1                           | 7                           | 11                          | 19                          | -8                          | Demi-finales        | CLS : Demi-finales        | –                               | –                               | Coupe des Alpes  | Phase de groupes | Michel Decastel       | 12                                     | Erich Vogel            | —                                              | 3 809             |
| 1979-1980 | Ligue nationale A                  | 12e                         | 20                          | 26                          | 8                           | 4                           | 14                          | 33                          | 48                          | -15                         | Demi-finales        | CLS : Quarts de finale    | –                               | –                               | Coupe des Alpes  | Phase de groupes | Robert Lüthi          | 8                                      | Erich Vogel            | Fin : 22 octobre 1979                          | 3 877             |
| 1979-1980 | Ligue nationale A                  | 12e                         | 20                          | 26                          | 8                           | 4                           | 14                          | 33                          | 48                          | -15                         | Demi-finales        | CLS : Quarts de finale    | –                               | –                               | Coupe des Alpes  | Phase de groupes | Robert Lüthi          | 8                                      | Lev Mantula            | Début : 26 octobre 1979 Fin : 30 juin 1980     | 3 877             |
| 1980-1981 | Ligue nationale A                  | 3e                          | 34                          | 26                          | 14                          | 6                           | 6                           | 44                          | 25                          | +19                         | Huitièmes de finale | CLS : Seizièmes de finale | Coupe Intertoto                 | Phase de groupe : 3e            | –                | –                | Lucien Favre          | 13                                     | Jean-Marc Guillou      | Début : 1er juillet 1980 Fin : 30 juin 1981    | 5 185             |
| 1981-1982 | Ligue nationale A                  | 4e                          | 45                          | 30                          | 18                          | 9                           | 3                           | 67                          | 30                          | +37                         | Quarts de finale    | CLS : Seizièmes de finale | C3                              | Quarts de finale                | Coupe des Alpes  | Phase de groupes | Walter Pellegrini     | 16                                     | Gilbert Gress          | Début : 1er juillet 1981                       | 4 803             |
| 1982-1983 | Ligue nationale A                  | 6e                          | 37                          | 30                          | 15                          | 7                           | 8                           | 61                          | 40                          | +21                         | Huitièmes de finale | –                         | –                               | –                               | Coupe des Alpes  | Finale           | Don Givens            | 11                                     | Gilbert Gress          | —                                              | 6 107             |
| 1983-1984 | Ligue nationale A                  | 4e                          | 40                          | 30                          | 15                          | 10                          | 5                           | 54                          | 27                          | +27                         | Seizièmes de finale | –                         | –                               | –                               | Coupe des Alpes  | Phase de groupes | Pascal Zaugg          | 13                                     | Gilbert Gress          | —                                              | 6 787             |
| 1984-1985 | Ligue nationale A                  | 3e                          | 39                          | 30                          | 14                          | 11                          | 5                           | 59                          | 34                          | +25                         | Finale              | –                         | C3                              | Premier tour                    | –                | –                | Robert Lüthi          | 15                                     | Gilbert Gress          | —                                              | 5 930             |
| 1985-1986 | Ligue nationale A                  | 2e                          | 42                          | 30                          | 18                          | 6                           | 6                           | 78                          | 32                          | +46                         | Seizièmes de finale | –                         | C3                              | Quarts de finale                | Coupe des Alpes  | Phase de groupes | Robert Lüthi          | 17                                     | Gilbert Gress          | —                                              | 9 300             |
| 1986-1987 | Ligue nationale A                  | 1er                         | 48                          | 30                          | 21                          | 6                           | 3                           | 75                          | 27                          | +48                         | Huitièmes de finale | SCS : Vainqueur           | C3                              | Deuxième tour                   | –                | –                | Beat Sutter           | 16                                     | Gilbert Gress          | —                                              | 10 840            |
| 1987-1988 | LNA : Tour préliminaire            | 1er                         | 31                          | 22                          | 13                          | 5                           | 4                           | 53                          | 28                          | +25                         | Quarts de finale    | SCS : Vainqueur           | C1                              | Huitièmes de finale             | Coupe des Alpes  | Phase de groupes | Beat Sutter           | 16                                     | Gilbert Gress          | —                                              | 11 100            |
| 1987-1988 | Tour final                         | 1er                         | 16+16                       | 14                          | 6                           | 4                           | 4                           | 29                          | 19                          | +10                         | Quarts de finale    | SCS : Vainqueur           | C1                              | Huitièmes de finale             | Coupe des Alpes  | Phase de groupes | Robert Lüthi          | 16                                     | Gilbert Gress          | —                                              | 11 100            |
| 1988-1989 | LNA : Tour préliminaire            | 7e                          | 23                          | 22                          | 7                           | 9                           | 6                           | 39                          | 33                          | +6                          | Huitièmes de finale | –                         | C1                              | Huitièmes de finale             | –                | –                | Robert Lüthi          | 17                                     | Gilbert Gress          | —                                              | 10 527            |
| 1988-1989 | Tour final                         | 6e                          | 11+12                       | 14                          | 4                           | 3                           | 7                           | 23                          | 26                          | -3                          | Huitièmes de finale | –                         | C1                              | Huitièmes de finale             | –                | –                | Robert Lüthi          | 17                                     | Gilbert Gress          | —                                              | 10 527            |
| 1989-1990 | LNA : Tour préliminaire            | 2e                          | 27                          | 22                          | 11                          | 5                           | 6                           | 38                          | 32                          | +6                          | Finale              | SCS : Vainqueur           | –                               | –                               | –                | –                | Frédéric Chassot      | 12                                     | Gilbert Gress          | Fin : 30 juin 1990                             | 11 200            |
| 1989-1990 | Tour final                         | 3e                          | 16+14                       | 14                          | 5                           | 6                           | 3                           | 18                          | 14                          | +4                          | Finale              | SCS : Vainqueur           | –                               | –                               | –                | –                | Frédéric Chassot      | 12                                     | Gilbert Gress          | Fin : 30 juin 1990                             | 11 200            |
| 1990-1991 | LNA : Tour préliminaire            | 3e                          | 26                          | 22                          | 8                           | 10                          | 4                           | 25                          | 15                          | +10                         | Huitièmes de finale | –                         | Coupe Intertoto                 | Vainqueur                       | –                | –                | Beat Sutter           | 12                                     | Roy Hodgson            | Début : 1er juillet 1990                       | 9 061             |
| 1990-1991 | Tour final                         | 3e                          | 16+13                       | 14                          | 5                           | 6                           | 3                           | 16                          | 13                          | +3                          | Huitièmes de finale | –                         | C2                              | Premier tour                    | –                | –                | Beat Sutter           | 12                                     | Roy Hodgson            | Début : 1er juillet 1990                       | 9 061             |
| 1991-1992 | LNA : Tour préliminaire            | 5e                          | 24                          | 22                          | 9                           | 6                           | 7                           | 28                          | 22                          | +6                          | Seizièmes de finale | –                         | Coupe Intertoto                 | Vainqueur                       | –                | –                | Christophe Bonvin     | 15                                     | Roy Hodgson            | Fin : 31 décembre 1991                         | 10 294            |
| 1991-1992 | Tour final                         | 2e                          | 19+12                       | 14                          | 7                           | 5                           | 2                           | 27                          | 16                          | +11                         | Seizièmes de finale | –                         | C3                              | Huitièmes de finale             | –                | –                | Christophe Bonvin     | 15                                     | Uli Stielike           | Début : 1er janvier 1992                       | 10 294            |
| 1992-1993 | LNA : Tour préliminaire            | 7e                          | 22                          | 22                          | 6                           | 10                          | 6                           | 30                          | 26                          | +4                          | Demi-finales        | –                         | C3                              | Premier tour                    | –                | –                | Giuseppe Manfreda     | 11                                     | Uli Stielike           | —                                              | 8 506             |
| 1992-1993 | Tour final                         | 7e                          | 13+11                       | 14                          | 4                           | 5                           | 5                           | 16                          | 16                          | +0                          | Demi-finales        | –                         | C3                              | Premier tour                    | –                | –                | Giuseppe Manfreda     | 11                                     | Uli Stielike           | —                                              | 8 506             |
| 1993-1994 | LNA : Tour préliminaire            | 10e                         | 17                          | 22                          | 4                           | 9                           | 9                           | 24                          | 31                          | -7                          | Huitièmes de finale | –                         | –                               | –                               | –                | –                | Adriano               | 9                                      | Uli Stielike           | Fin : 3 novembre 1993                          | 8 350             |
| 1993-1994 | Tour de relégation                 | 3e                          | 20                          | 14                          | 9                           | 2                           | 3                           | 21                          | 12                          | +9                          | Huitièmes de finale | –                         | –                               | –                               | –                | –                | Adriano               | 9                                      | Don Givens             | Début : 8 novembre 1993 Fin : 30 juin 1994     | 8 350             |
| 1994-1995 | LNA : Tour préliminaire            | 4e                          | 24                          | 22                          | 9                           | 6                           | 7                           | 33                          | 31                          | +2                          | Seizièmes de finale | –                         | –                               | –                               | –                | –                | Petar Aleksandrov     | 24                                     | Gilbert Gress          | Début : 1er juillet 1994                       | 9 833             |
| 1994-1995 | Tour final                         | 3e                          | 16+12                       | 14                          | 6                           | 4                           | 4                           | 27                          | 20                          | +7                          | Seizièmes de finale | –                         | –                               | –                               | –                | –                | Petar Aleksandrov     | 24                                     | Gilbert Gress          | Début : 1er juillet 1994                       | 9 833             |
| 1995-1996 | LNA : Tour préliminaire            | 3e                          | 41                          | 22                          | 12                          | 5                           | 5                           | 40                          | 24                          | +16                         | Demi-finales        | –                         | C3                              | Premier tour                    | –                | –                | Viorel Moldovan       | 19                                     | Gilbert Gress          | —                                              | 9 244             |
| 1995-1996 | Tour final                         | 3e                          | 22+21                       | 14                          | 5                           | 7                           | 2                           | 21                          | 16                          | +5                          | Demi-finales        | –                         | C3                              | Premier tour                    | –                | –                | Viorel Moldovan       | 19                                     | Gilbert Gress          | —                                              | 9 244             |
| 1996-1997 | LNA : Tour préliminaire            | 1er                         | 44                          | 22                          | 12                          | 8                           | 2                           | 37                          | 21                          | +16                         | Seizièmes de finale | –                         | C3                              | Deuxième tour                   | –                | –                | Adrian Kunz           | 15                                     | Gilbert Gress          | —                                              | 8 925             |
| 1996-1997 | Tour final                         | 2e                          | 24+22                       | 14                          | 6                           | 6                           | 2                           | 22                          | 14                          | +8                          | Seizièmes de finale | –                         | C3                              | Deuxième tour                   | –                | –                | Adrian Kunz           | 15                                     | Gilbert Gress          | —                                              | 8 925             |
| 1997-1998 | LNA : Tour préliminaire            | 9e                          | 26                          | 22                          | 7                           | 5                           | 10                          | 37                          | 39                          | -2                          | Quarts de finale    | –                         | C3                              | Premier tour                    | –                | –                | Patrick Isabella      | 11                                     | Gilbert Gress          | Fin : 31 décembre 1997                         | 6 456             |
| 1997-1998 | Tour de relégation                 | 1er                         | 26                          | 14                          | 7                           | 5                           | 2                           | 35                          | 22                          | +13                         | Quarts de finale    | –                         | C3                              | Premier tour                    | –                | –                | Patrick Isabella      | 11                                     | Alain Geiger           | Début : 1er janvier 1998                       | 6 456             |
| 1998-1999 | LNA : Tour préliminaire            | 5e                          | 32                          | 22                          | 7                           | 11                          | 4                           | 30                          | 23                          | +7                          | Seizièmes de finale | –                         | –                               | –                               | –                | –                | Patrick Isabella      | 10                                     | Alain Geiger           | —                                              | 7 039             |
| 1998-1999 | Tour final                         | 6e                          | 12+16                       | 14                          | 2                           | 6                           | 6                           | 12                          | 27                          | -15                         | Seizièmes de finale | –                         | –                               | –                               | –                | –                | Patrick Isabella      | 10                                     | Alain Geiger           | —                                              | 7 039             |
| 1999-2000 | LNA : Tour préliminaire            | 6e                          | 28                          | 22                          | 7                           | 7                           | 8                           | 34                          | 33                          | +1                          | Huitièmes de finale | –                         | Coupe Intertoto                 | Deuxième tour                   | Coupe Horlogère  | Finale           | Rainer Bieli          | 21                                     | Alain Geiger           | —                                              | 5 828             |
| 1999-2000 | Tour final                         | 7e                          | 15+14                       | 14                          | 4                           | 3                           | 7                           | 25                          | 29                          | -4                          | Huitièmes de finale | –                         | Coupe Intertoto                 | Deuxième tour                   | Coupe Horlogère  | Finale           | Rainer Bieli          | 21                                     | Alain Geiger           | —                                              | 5 828             |
| 2000-2001 | LNA : Tour préliminaire            | 11e                         | 20                          | 22                          | 6                           | 2                           | 14                          | 21                          | 53                          | -32                         | Seizièmes de finale | –                         | Coupe Intertoto                 | Deuxième tour                   | –                | –                | Alex Tachie-Mensah    | 9                                      | Alain Geiger           | —                                              | 3 800             |
| 2000-2001 | Tour de relégation                 | 1er                         | 27                          | 14                          | 7                           | 6                           | 1                           | 24                          | 16                          | +8                          | Seizièmes de finale | –                         | Coupe Intertoto                 | Deuxième tour                   | –                | –                | Alex Tachie-Mensah    | 9                                      | Alain Geiger           | —                                              | 3 800             |
| 2001-2002 | LNA : Tour préliminaire            | 10e                         | 25                          | 22                          | 6                           | 7                           | 9                           | 28                          | 36                          | -8                          | Seizièmes de finale | –                         | –                               | –                               | –                | –                | Alex Tachie-Mensah    | 16                                     | Alain Geiger           | Fin : 30 juin 2002                             | 4 394             |
| 2001-2002 | Tour de relégation                 | 1er                         | 28                          | 14                          | 8                           | 4                           | 2                           | 26                          | 12                          | +14                         | Seizièmes de finale | –                         | –                               | –                               | –                | –                | Alex Tachie-Mensah    | 16                                     | Alain Geiger           | Fin : 30 juin 2002                             | 4 394             |
| 2002-2003 | LNA : Tour préliminaire            | 6e                          | 31                          | 22                          | 8                           | 7                           | 7                           | 30                          | 33                          | -3                          | Finale              | –                         | –                               | –                               | –                | –                | Alexandre Rey         | 18                                     | Claude Ryf             | Début : 1er juillet 2002                       | 5 711             |
| 2002-2003 | Tour final                         | 3e                          | 19+16                       | 14                          | 5                           | 4                           | 5                           | 18                          | 17                          | +1                          | Finale              | –                         | –                               | –                               | –                | –                | Alexandre Rey         | 18                                     | Claude Ryf             | Début : 1er juillet 2002                       | 5 711             |
| 2003-2004 | Super League                       | 9e                          | 36                          | 36                          | 10                          | 6                           | 20                          | 46                          | 63                          | -17                         | Quarts de finale    | –                         | C3                              | Premier tour                    | –                | –                | Mobulu M'Futi         | 15                                     | Claude Ryf             | Fin : 23 février 2004                          | 6 617             |
| 2003-2004 | Super League                       | 9e                          | 36                          | 36                          | 10                          | 6                           | 20                          | 46                          | 63                          | -17                         | Quarts de finale    | –                         | C3                              | Premier tour                    | –                | –                | Mobulu M'Futi         | 15                                     | René Lobello           | Début : 26 février 2004 Fin : 9 mars 2004      | 6 617             |
| 2003-2004 | Barrage                            | NE Xamax 2-0 / 1-2 FC Vaduz | NE Xamax 2-0 / 1-2 FC Vaduz | NE Xamax 2-0 / 1-2 FC Vaduz | NE Xamax 2-0 / 1-2 FC Vaduz | NE Xamax 2-0 / 1-2 FC Vaduz | NE Xamax 2-0 / 1-2 FC Vaduz | NE Xamax 2-0 / 1-2 FC Vaduz | NE Xamax 2-0 / 1-2 FC Vaduz | NE Xamax 2-0 / 1-2 FC Vaduz | Quarts de finale    | –                         | C3                              | Premier tour                    | –                | –                | Mobulu M'Futi         | 15                                     | Christophe Moulin      | Début : 13 mars 2004 Fin : 30 juin 2004        | 6 617             |
| 2004-2005 | Super League                       | 6e                          | 38                          | 34                          | 10                          | 8                           | 16                          | 36                          | 48                          | -12                         | Huitièmes de finale | –                         | –                               | –                               | –                | –                | Mobulu M'Futi         | 12                                     | Gianni Dellacasa       | Début : 1er juillet 2004 Fin : 27 mars 2005    | 4 276             |
| 2004-2005 | Super League                       | 6e                          | 38                          | 34                          | 10                          | 8                           | 16                          | 36                          | 48                          | -12                         | Huitièmes de finale | –                         | –                               | –                               | –                | –                | Mobulu M'Futi         | 12                                     | René Lobello           | Début : 1er avril 2005 Fin : 18 avril 2005     | 4 276             |
| 2004-2005 | Super League                       | 6e                          | 38                          | 34                          | 10                          | 8                           | 16                          | 36                          | 48                          | -12                         | Huitièmes de finale | –                         | –                               | –                               | –                | –                | Mobulu M'Futi         | 12                                     | Alain Geiger           | Début : 19 avril 2005                          | 4 276             |
| 2005-2006 | Super League                       | 9e                          | 33                          | 36                          | 9                           | 6                           | 21                          | 41                          | 70                          | -29                         | Deuxième tour       | –                         | Coupe Intertoto                 | Deuxième tour                   | –                | –                | Matar Coly            | 11                                     | Alain Geiger           | Fin : 20 septembre 2005                        | 2 967             |
| 2005-2006 | Barrage                            | NE Xamax 0-0 / 0-3 FC Sion  | NE Xamax 0-0 / 0-3 FC Sion  | NE Xamax 0-0 / 0-3 FC Sion  | NE Xamax 0-0 / 0-3 FC Sion  | NE Xamax 0-0 / 0-3 FC Sion  | NE Xamax 0-0 / 0-3 FC Sion  | NE Xamax 0-0 / 0-3 FC Sion  | NE Xamax 0-0 / 0-3 FC Sion  | NE Xamax 0-0 / 0-3 FC Sion  | Deuxième tour       | –                         | Coupe Intertoto                 | Deuxième tour                   | –                | –                | Matar Coly            | 11                                     | Miroslav Blazevic      | Début : 27 septembre 2005 Fin : 30 juin 2006   | 2 967             |
| 2006-2007 | Challenge League                   | 1er                         | 76                          | 34                          | 23                          | 7                           | 4                           | 73                          | 28                          | +45                         | Deuxième tour       | –                         | –                               | –                               | –                | –                | Moreno Merenda        | 22                                     | Gérard Castella        | Début : 24 juillet 2006                        | 4 476             |
| 2007-2008 | Super League                       | 8e                          | 41                          | 36                          | 10                          | 11                          | 15                          | 48                          | 55                          | -7                          | Demi-finales        | –                         | –                               | –                               | –                | –                | Matar Coly            | 10                                     | Gérard Castella        | Fin : 16 mars 2008                             | 6 581             |
| 2007-2008 | Super League                       | 8e                          | 41                          | 36                          | 10                          | 11                          | 15                          | 48                          | 55                          | -7                          | Demi-finales        | –                         | –                               | –                               | –                | –                | Julio Hernán Rossi    | 10                                     | Néstor Clausen         | Début : 17 mars 2008                           | 6 581             |
| 2008-2009 | Super League                       | 7e                          | 40                          | 36                          | 10                          | 10                          | 16                          | 50                          | 57                          | -7                          | Huitièmes de finale | –                         | –                               | –                               | –                | –                | Brown Ideye           | 13                                     | Néstor Clausen         | Fin : 30 janvier 2009                          | 5 085             |
| 2008-2009 | Super League                       | 7e                          | 40                          | 36                          | 10                          | 10                          | 16                          | 50                          | 57                          | -7                          | Huitièmes de finale | –                         | –                               | –                               | –                | –                | Brown Ideye           | 13                                     | Alain Geiger           | Début : 5 février 2009 Fin : 30 juin 2009      | 5 085             |
| 2009-2010 | Super League                       | 8e                          | 41                          | 36                          | 11                          | 8                           | 17                          | 55                          | 57                          | -2                          | Huitièmes de finale | –                         | –                               | –                               | –                | –                | Brown Ideye           | 16                                     | Pierre-André Schürmann | Début : 1er juillet 2009 Fin : 14 avril 2010   | 5 269             |
| 2009-2010 | Super League                       | 8e                          | 41                          | 36                          | 11                          | 8                           | 17                          | 55                          | 57                          | -2                          | Huitièmes de finale | –                         | –                               | –                               | –                | –                | Brown Ideye           | 16                                     | Jean-Michel Aeby       | Début : 15 avril 2010                          | 5 269             |
| 2010-2011 | Super League                       | 8e                          | 32                          | 36                          | 8                           | 8                           | 20                          | 44                          | 67                          | -23                         | Finale              | –                         | –                               | –                               | –                | –                | Gérard Gohou          | 7                                      | Jean-Michel Aeby       | Fin : 27 août 2010                             | 5 136             |
| 2010-2011 | Super League                       | 8e                          | 32                          | 36                          | 8                           | 8                           | 20                          | 44                          | 67                          | -23                         | Finale              | –                         | –                               | –                               | –                | –                | Gérard Gohou          | 7                                      | Didier Ollé-Nicolle    | Début : 1er septembre 2010 Fin : 12 mai 2011   | 5 136             |
| 2010-2011 | Super League                       | 8e                          | 32                          | 36                          | 8                           | 8                           | 20                          | 44                          | 67                          | -23                         | Finale              | –                         | –                               | –                               | –                | –                | Raphaël Nuzzolo       | 7                                      | Bernard Challandes     | Début : 13 mai 2011 Fin : 30 mai 2011          | 5 136             |
| 2011-2012 | Super League                       | 10e                         | 26                          | 18                          | 7                           | 5                           | 6                           | 22                          | 22                          | +0                          | Deuxième tour       | –                         | –                               | –                               | –                | –                | Kalu Uche             | 8                                      | François Ciccolini     | Début : 1er juillet 2011 Fin : 24 juillet 2011 | 4 149             |
| 2011-2012 | Super League                       | 10e                         | 26                          | 18                          | 7                           | 5                           | 6                           | 22                          | 22                          | +0                          | Deuxième tour       | –                         | –                               | –                               | –                | –                | Kalu Uche             | 8                                      | Joaquín Caparrós       | Début : 27 juillet 2011 Fin : 3 septembre 2011 | 4 149             |
| 2011-2012 | Super League                       | 10e                         | 26                          | 18                          | 7                           | 5                           | 6                           | 22                          | 22                          | +0                          | Deuxième tour       | –                         | –                               | –                               | –                | –                | Kalu Uche             | 8                                      | Víctor Muñoz           | Début : 2 septembre 2011 Fin : 26 janvier 2012 | 4 149             |
| 2011-2012 | Super League                       | 10e                         | 26                          | 18                          | 7                           | 5                           | 6                           | 22                          | 22                          | +0                          | Deuxième tour       | –                         | –                               | –                               | –                | –                | Kalu Uche             | 8                                      | Roberto Cattilaz       | Début : 4 mai 2012                             | 4 149             |
| 2012-2013 | 2e ligue interrégionale : Groupe 3 | 1er                         | 67                          | 26                          | 21                          | 4                           | 1                           | 92                          | 28                          | +64                         | –                   | –                         | –                               | –                               | –                | –                | Michaël Rodriguez     | 31                                     | Roberto Cattilaz       | Fin (Neuchâtel Xamax FCS) : 20 octobre 2015    | 752               |

## Neuchâtel Xamax FCS
| Saison    | Championnat          | Championnat                                 | Championnat                                 | Championnat                                 | Championnat                                 | Championnat                                 | Championnat                                 | Championnat                                 | Championnat                                 | Championnat                                 | Coupes nationales   | Coupes nationales | Coupes d'Europe / Autres coupes | Coupes d'Europe / Autres coupes | Tournois amicaux | Tournois amicaux | Meilleur(s) buteur(s) | Meilleur(s) buteur(s) | Entraîneur(s)    | Entraîneur(s)                                   | Affluence |
| Saison    | Division             | Pos                                         | Pts                                         | J                                           | V                                           | N                                           | D                                           | BP                                          | BC                                          | Diff                                        | Coupe de Suisse     | Autres coupes     | Compétition                     | Résultat                        | Compétition      | Résultat         | Nom(s)                | But(s)                | Nom(s)           | Période                                         | Affluence |
| --------- | -------------------- | ------------------------------------------- | ------------------------------------------- | ------------------------------------------- | ------------------------------------------- | ------------------------------------------- | ------------------------------------------- | ------------------------------------------- | ------------------------------------------- | ------------------------------------------- | ------------------- | ----------------- | ------------------------------- | ------------------------------- | ---------------- | ---------------- | --------------------- | --------------------- | ---------------- | ----------------------------------------------- | --------- |
| 2013-2014 | 1re ligue : Groupe 2 | 1er                                         | 61                                          | 26                                          | 19                                          | 4                                           | 3                                           | 67                                          | 25                                          | +42                                         | Premier tour        | –                 | –                               | –                               | –                | –                | Michaël Rodriguez     | 27                    | Roberto Cattilaz | Début (Neuchâtel Xamax) : 4 mai 2012            | 1 485     |
| 2014-2015 | Promotion League     | 1er                                         | 70                                          | 30                                          | 22                                          | 4                                           | 4                                           | 79                                          | 31                                          | +48                                         | Deuxième tour       | –                 | –                               | –                               | –                | –                | Michaël Rodriguez     | 22                    | Roberto Cattilaz | —                                               | 2 959     |
| 2015-2016 | Challenge League     | 2e                                          | 54                                          | 34                                          | 15                                          | 9                                           | 10                                          | 53                                          | 42                                          | +11                                         | Deuxième tour       | –                 | –                               | –                               | –                | –                | Charles-André Doudin  | 14                    | Roberto Cattilaz | Fin : 20 octobre 2015                           | 3 011     |
| 2015-2016 | Challenge League     | 2e                                          | 54                                          | 34                                          | 15                                          | 9                                           | 10                                          | 53                                          | 42                                          | +11                                         | Deuxième tour       | –                 | –                               | –                               | –                | –                | Charles-André Doudin  | 14                    | Michel Decastel  | Début : 21 octobre 2015                         | 3 011     |
| 2016-2017 | Challenge League     | 2e                                          | 73                                          | 36                                          | 22                                          | 7                                           | 7                                           | 66                                          | 36                                          | +30                                         | Deuxième tour       | –                 | –                               | –                               | Coupe Horlogère  | Quatrième        | Gaëtan Karlen         | 19                    | Michel Decastel  | —                                               | 2 932     |
| 2016-2017 | Challenge League     | 2e                                          | 73                                          | 36                                          | 22                                          | 7                                           | 7                                           | 66                                          | 36                                          | +30                                         | Deuxième tour       | –                 | –                               | –                               | Coupe Horlogère  | Quatrième        | Raphaël Nuzzolo       | 19                    | Michel Decastel  | —                                               | 2 932     |
| 2017-2018 | Challenge League     | 1er                                         | 85                                          | 36                                          | 26                                          | 7                                           | 3                                           | 82                                          | 39                                          | +43                                         | Deuxième tour       | –                 | –                               | –                               | –                | –                | Raphaël Nuzzolo       | 26                    | Michel Decastel  | —                                               | 3 475     |
| 2018-2019 | Super League         | 9e                                          | 37                                          | 36                                          | 9                                           | 10                                          | 17                                          | 44                                          | 65                                          | -21                                         | Huitièmes de finale | –                 | –                               | –                               | –                | –                | Raphaël Nuzzolo       | 15                    | Michel Decastel  | Fin : 5 février 2019                            | 6 002     |
| 2018-2019 | Barrage              | NE Xamax FCS 0-4 / 4-0 (t.a.b 5-4) FC Aarau | NE Xamax FCS 0-4 / 4-0 (t.a.b 5-4) FC Aarau | NE Xamax FCS 0-4 / 4-0 (t.a.b 5-4) FC Aarau | NE Xamax FCS 0-4 / 4-0 (t.a.b 5-4) FC Aarau | NE Xamax FCS 0-4 / 4-0 (t.a.b 5-4) FC Aarau | NE Xamax FCS 0-4 / 4-0 (t.a.b 5-4) FC Aarau | NE Xamax FCS 0-4 / 4-0 (t.a.b 5-4) FC Aarau | NE Xamax FCS 0-4 / 4-0 (t.a.b 5-4) FC Aarau | NE Xamax FCS 0-4 / 4-0 (t.a.b 5-4) FC Aarau | Huitièmes de finale | –                 | –                               | –                               | –                | –                | Raphaël Nuzzolo       | 15                    | Stéphane Henchoz | Début : 5 février 2019 Fin : 30 juin 2019       | 6 002     |
| 2019-2020 | Super League         | 10e                                         | 27                                          | 36                                          | 5                                           | 12                                          | 19                                          | 33                                          | 68                                          | -35                                         | Huitièmes de finale | –                 | –                               | –                               | –                | –                | Raphaël Nuzzolo       | 14                    | Joël Magnin      | Début : 1er juillet 2019                        | 3 984     |
| 2020-2021 | Challenge League     | 9e                                          | 36                                          | 36                                          | 10                                          | 6                                           | 20                                          | 36                                          | 58                                          | -22                                         | Deuxième tour       | –                 | –                               | –                               | –                | –                | Louis Mafouta         | 16                    | Joël Magnin      | Fin : 5 juillet 2020                            | 386       |
| 2020-2021 | Challenge League     | 9e                                          | 36                                          | 36                                          | 10                                          | 6                                           | 20                                          | 36                                          | 58                                          | -22                                         | Deuxième tour       | –                 | –                               | –                               | –                | –                | Louis Mafouta         | 16                    | Stéphane Henchoz | Début : 5 juillet 2020 Fin : 13 décembre 2020   | 386       |
| 2020-2021 | Challenge League     | 9e                                          | 36                                          | 36                                          | 10                                          | 6                                           | 20                                          | 36                                          | 58                                          | -22                                         | Deuxième tour       | –                 | –                               | –                               | –                | –                | Louis Mafouta         | 16                    | Martin Rueda     | Début : 13 décembre 2020 Fin : 31 décembre 2020 | 386       |
| 2020-2021 | Challenge League     | 9e                                          | 36                                          | 36                                          | 10                                          | 6                                           | 20                                          | 36                                          | 58                                          | -22                                         | Deuxième tour       | –                 | –                               | –                               | –                | –                | Louis Mafouta         | 16                    | Andrea Binotto   | Début : 1er janvier 2021                        | 386       |
| 2021-2022 | Challenge League     | 6e                                          | 50                                          | 36                                          | 14                                          | 8                                           | 14                                          | 56                                          | 54                                          | +2                                          | Deuxième tour       | –                 | –                               | –                               | –                | –                | Raphaël Nuzzolo       | 14                    | Andrea Binotto   | —                                               | 3 271     |
| 2022-2023 | Challenge League     | 10e                                         | 24                                          | 36                                          | 4                                           | 12                                          | 20                                          | 42                                          | 65                                          | -23                                         | Deuxième tour       | –                 | –                               | –                               | –                | –                | Danilo Del Toro       | 9                     | Andrea Binotto   | Fin : 28 août 2022                              | 3 256     |
| 2022-2023 | Challenge League     | 10e                                         | 24                                          | 36                                          | 4                                           | 12                                          | 20                                          | 42                                          | 65                                          | -23                                         | Deuxième tour       | –                 | –                               | –                               | –                | –                | Danilo Del Toro       | 9                     | Jeff Saibene     | Début : 29 août 2022 Fin : 23 avril 2023        | 3 256     |
| 2022-2023 | Barrage              | NE Xamax FCS 3-1 / 3-0 FC Rapperswil-Jona   | NE Xamax FCS 3-1 / 3-0 FC Rapperswil-Jona   | NE Xamax FCS 3-1 / 3-0 FC Rapperswil-Jona   | NE Xamax FCS 3-1 / 3-0 FC Rapperswil-Jona   | NE Xamax FCS 3-1 / 3-0 FC Rapperswil-Jona   | NE Xamax FCS 3-1 / 3-0 FC Rapperswil-Jona   | NE Xamax FCS 3-1 / 3-0 FC Rapperswil-Jona   | NE Xamax FCS 3-1 / 3-0 FC Rapperswil-Jona   | NE Xamax FCS 3-1 / 3-0 FC Rapperswil-Jona   | Deuxième tour       | –                 | –                               | –                               | –                | –                | Danilo Del Toro       | 9                     | Uli Forte        | Début : 25 avril 2023                           | 3 256     |
| 2023-2024 | Challenge League     | 4e                                          | 49                                          | 36                                          | 11                                          | 16                                          | 9                                           | 55                                          | 45                                          | +10                                         | Deuxième tour       | –                 | –                               | –                               | –                | –                | Jessé Hautier         | 11                    | Uli Forte        | —                                               | 3 522     |
| 2024-2025 | Challenge League     | 8e                                          | 41                                          | 36                                          | 12                                          | 5                                           | 19                                          | 57                                          | 65                                          | -8                                          | Premier tour        | –                 | –                               | –                               | –                | –                | Shkelqim Demhasaj     | 16                    | Uli Forte        | Fin : 23 décembre 2024                          | 3 214     |
| 2024-2025 | Challenge League     | 8e                                          | 41                                          | 36                                          | 12                                          | 5                                           | 19                                          | 57                                          | 65                                          | -8                                          | Premier tour        | –                 | –                               | –                               | –                | –                | Shkelqim Demhasaj     | 16                    | Anthony Braizat  | Début : 24 décembre 2024                        | 3 214     |
| 2025-2026 | Challenge League     | en cours                                    | en cours                                    | en cours                                    | en cours                                    | en cours                                    | en cours                                    | en cours                                    | en cours                                    | en cours                                    |                     | –                 | –                               | –                               | –                | –                |                       |                       | Anthony Braizat  | présent                                         |           |

## Légende des tableaux
| Champion / Vainqueur | Deuxième / Finaliste | Troisième | Promotion | Relégation |

Les changements de divisions sont indiqués en gras et la relégation du club en cinquième division après sa faillite en 2012, en italique et gras.

### Abréviations
Pour les différentes sections en-dessous du championnat : Pos = Position finale / Pts = Points / J = Matchs joués / V = Victoires / N = Neutres / D = Défaites / BP = Buts pour / BC = Buts contre / Diff = Différence de buts
- Première division = Série A (jusqu'en 1930), 1re Ligue (de 1930 à 1931), Ligue nationale (de 1931 à 1932), Challenge national (Coupe) et Ligue nationale (Championnat) (de 1932 à 1933), Ligue nationale (de 1933 à 1944), Ligue nationale A (de 1944 à 2003) puis Super League (depuis 2003)
- Deuxième division = Série B (jusqu'en 1922), Série Promotion (de 1922 à 1930), 2e Ligue (de 1930 à 1931), 1re Ligue (de 1931 à 1932), Challenge de 1re Ligue (Coupe) et 1re Ligue (Championnat) (de 1932 à 1933), 1re Ligue (de 1933 à 1944), Ligue nationale B (de 1944 à 2003) puis Challenge League (depuis 2003)
- Troisième division = Série C (jusqu'en 1922), Série B (de 1922 à 1930), 3e Ligue (de 1930 à 1931), 2e Ligue (de 1931 à 1944), 1re Ligue (de 1944 à 2012), 1re Ligue Promotion (de 2012 à 2014) puis Promotion League (depuis 2014)
- Quatrième division = Série C (jusqu'en 1930), 4e Ligue (de 1930 à 1931), 3e Ligue (de 1931 à 1944), 2e Ligue (de 1944 à 2000) 2e Ligue Interrégionale (de 2000 à 2012), 1re Ligue Classic (de 2012 à 2014) puis 1re Ligue (depuis 2014)
- Cinquième division = Division 1 (jusqu'en 1925), Série D (de 1925 à 1930), 5e Ligue (de 1930 à 1931), 4e Ligue (de 1931 à 1944), 3e Ligue (de 1944 à 1984), 3e Ligue Élite (de 1984 à 1989), 3e Ligue (de 1989 à 2000), 2e Ligue (de 2000 à 2012) puis 2e Ligue Interrégionale (depuis 2012)
- CLS = Coupe de la Ligue suisse
- SCS = Supercoupe de Suisse
- C1 = Coupe des clubs champions (jusqu'en 1992) puis Ligue des champions (depuis 1992)
- C2 = Coupe des vainqueurs de coupe (de 1960 à 1999)
- C3 = Coupe des villes de foires (de 1955 à 1971), Coupe UEFA (de 1971 à 2009) puis Ligue Europa (depuis 2009)